# Démographie du Sénégal
La démographie du Sénégal est l'étude quantitative et qualitative des caractéristiques de la population sénégalaise et de ses dynamiques, à partir de thèmes tels que la natalité, la fécondité, la mortalité, la nuptialité (ou conjugalité) et la migration.  
Ces données sont principalement recueillies et analysées par l'Agence nationale de la statistique et de la démographie (ANSD) qui organise régulièrement des enquêtes et recensements, le dernier en date étant celui de 2013.
Au 1er janvier 2020, la population du Sénégal est estimée à 16,7 millions d'habitants, dont 3,8 millions dans la seule région de Dakar.

## Répartition de la population

### Répartition géographique
| Rang | Région      | Hommes    | Femmes    | Total     |
| ---- | ----------- | --------- | --------- | --------- |
| 1    | Dakar       | 1 899 876 | 1 935 143 | 3 835 019 |
| 2    | Thiès       | 1 083 713 | 1 079 118 | 2 162 831 |
| 3    | Diourbel    | 897 885   | 961 618   | 1 859 503 |
| 4    | Kaolack     | 589 905   | 601 661   | 1 191 566 |
| 5    | Saint-Louis | 545 522   | 546 218   | 1 091 740 |
| 6    | Louga       | 528 389   | 533 218   | 1 061 607 |
| 7    | Fatick      | 447 553   | 453 238   | 900 791   |
| 8    | Tambacounda | 440 664   | 431 492   | 872 156   |
| 9    | Kolda       | 415 145   | 406 853   | 821 998   |
| 10   | Matam       | 362 505   | 370 361   | 732 866   |
| 11   | Kaffrine    | 362 093   | 366 855   | 728 948   |
| 12   | Ziguinchor  | 351 130   | 332 822   | 683 952   |
| 13   | Sédhiou     | 289 437   | 282 662   | 572 099   |
| 14   | Kédougou    | 98 561    | 91 952    | 190 513   |

## Natalité
En 2023, le taux de fécondité au Sénégal s'élève à 4,0 enfants par femme.
|               | 2005 | 2011 | 2019 | 2023 |
| ------------- | ---- | ---- | ---- | ---- |
| Milieu urbain | 4,1  | 3,9  | 3,8  | 3,3  |
| Milieu rural  | 6,4  | 6,0  | 5,6  | 4,7  |
| Total         | 5,3  | 5,0  | 4,7  | 4,0  |